# 馬滕·德羅恩
马滕·埃尔科·德罗恩（荷蘭語：Marten Elco de Roon；1991年3月29日—），荷蘭足球運動員，司職中場，現效力意甲球會亞特蘭大。

## 俱樂部生涯
出生在1991年3月29日的德羅恩來自荷蘭，在加入了鹿特丹斯巴達青年隊後開始了職業足球生涯。
進入一線隊之後的兩個賽季里，在場上司職防守型中場的德龍並沒有引起荷蘭國內的太多關注。2012年，在合同到期之後，德羅恩以自由轉會的方式加入荷甲球隊海倫芬。
2015年夏天，意甲球隊亞特蘭大便以130萬歐元的低價將他買入。
第一次來到意甲，德羅恩的首個賽季表現非常出色，成為了球隊在後腰位置的主力球員。英超球隊米德尔斯堡以1050萬歐元的報價將這位中場帶到了英超。
在英超的這一年，場均奉獻2.21次搶斷打進4球的他證明瞭自己的身價，球隊的失球數也排在聯賽下半區球隊的第一少，然而僅僅打進27球的他們最後還是沒能成功保級，在聯賽還剩4輪的時候就已經提前宣告保級失敗。德龍對曼城打進的絕平進球，也成為了他在球隊這一年里為數不多的高光時刻。
德羅恩重新回到了亞特蘭大，在加斯佩里尼的陣容下，德羅恩也是球隊在中場的主力球員。
之後的一年是亞特蘭大迎來了爆發，他們以77個進球讓他們擊敗拿玻里和尤文圖斯排名意甲第一，69個積分則讓他們拿到了意甲季軍的成績進入歐冠。
在精彩進攻的背後，德羅恩在中場的攔截作用為球隊提供了保障。場均4.6次搶斷和1.51次攔截在數據上同樣表現出色的只有當時效力在拿玻里中場阿蘭。
以88%的成功率送出2189次傳球讓他排在全意甲第六，同位置上僅次於國際米蘭中場布羅佐維奇和隊友弗羅伊勒。

## 國家隊生涯
2022年11月，德羅恩獲选入2022年世界盃荷蘭的最終26人名單。

## 場外生活
德羅恩是一名在推特上極為活躍的球員，時常在上面和球迷分享比賽相關的內容及其他生活瑣事。
2021年9月某日，他在沒有公開宣傳的情況下來到貝爾加莫當地一間體育用品店，並告知店家他會幫當天前三個購買他球衣的人付款並親筆簽名。結果最後直到晚上七點半店家關門為止，沒有任何一個人購買他的球衣。他在數日後將這段影片上傳至個人推特，至年底該影片觀看數已突破百萬。

## 榮譽

### 球會
亞特蘭大
- 歐霸盃冠軍：2023-24

## 外部連結
- 马滕·德龙 （页面存档备份，存于）于Voetbal中的国家队档案 （荷兰文）